# Powiat de Zawiercie
Le powiat de Zawiercie (en polonais : powiat zawierciański) est un powiat appartenant à la voïvodie de Silésie dans le sud de la Pologne.

## Division administrative
Le powiat de Zawiercie comprend 10 communes :
- 2 communes urbaines : Poręba et Zawiercie ;
- 4 communes rurales : Irządze, Kroczyce, Włodowice et Żarnowiec ;
- 4 communes mixtes : Łazy, Ogrodzieniec, Pilica et Szczekociny.